# Saint-Martin-de-Caralp
 Saint-Martin-de-Caralp  là một xã ở tỉnh Ariège, thuộc vùng Occitanie ở phía tây nam nước Pháp.